# 平山浩行
平山 浩行（ひらやま ひろゆき、1977年10月17日 - ）は、日本の俳優。岐阜県瑞穂市出身。ピンナップスアーティストを経て2024年6月よりプロダクション尾木所属。

## 来歴
岐阜聖徳学園大学附属高等学校卒業。
2003年、ドラマ『高原へいらっしゃい』で俳優デビュー。以降、184cmの長身に端正なルックスで人気を集めている。2007年『碌山の恋』でドラマ初主演。
2008年12月20日付で、当時所属していた研音から離籍することが発表された。その後、2009年6月6日放送のゲスト出演した『MR.BRAIN』（TBS系）第3話からは芸名を改め、活動を再開している。
2016年12月1日付で、所属事務所が株式会社ワイズクリエーションから株式会社ピンナップスアーティスト アクトセクションPINUPS plus＋に移動した。
2011年オムニバス映画『それでも花は咲いていく』の一篇である「パンジー」で主演。その後、2022年の映画『シグナチャー～日本を世界の銘醸地に～』で本格的に映画初主演。
2024年6月よりプロダクション尾木に移籍したことを発表。

## エピソード

### 学生時代
テレビの地上波で映画が放送されると父親が必ず見ていた影響で、本人も一緒に見るなど子供の頃からテレビ好きに育ち、漠然としながらも芸能界に憧れ始めた。中学時代はバレーボール部に所属し、高校では背が高くて大きかったことから、スカウトによりラグビー部に入部。ラグビー部では高校3年生の春に岐阜県選抜チームに入り、全国高校ラグビー大会の県予選の決勝まで進んだ
高校卒業後、名古屋の洋服店で約2年間アルバイトし、半年間大阪で暮らした後、21歳で上京。上京後は二子玉川園の飲食店でのバイトを経て、西麻布のバーで働き始めた。

### 俳優デビュー
24歳の頃、バーの店長に「役者志望だが芸能事務所の入り方も分からない」という話をした所、お客さんを通じて事務所の面接話を紹介された。当時本人はまだ若いと思って役者の勉強もしていなかったが、事務所での面接時にスタッフから「芸能界だと20代半ばの時点で既に一人前に仕事ができる人が多い（デビューするのはちょっと難しいかも）」と聞いて諦めかけた。
2週間後、同事務所社長から「年齢的に合いそうなオーディションがあるから行ってきて」と告げられた。その『高原へいらっしゃい』のオーディションを受けてホテルスタッフ・中原友也役で合格し、晴れて芸能界入りを果たした。
演技未経験だったため撮影現場では、スタッフから「なんでそんなにできないんだ？」と厳しいダメ出しをされることもあった。生まれて初めて食事が喉を通らないという経験をするなど苦労したが、周りの人たちに支えられて何とか3ヶ月を乗り越えた。

## 人物
『碌山の恋』で明治時代の日本を代表する彫刻家・荻原碌山（おぎわら ろくざん）を演じたが、これは女性プロデューサーが「平山くんの大きな手で粘土をこねて欲しい」と惚れ込んだためである。
俳優デビューは25歳で、それまで西麻布でバーテンダーのアルバイトをしていた。当時勤務していた店には石橋貴明がよく来店していたが、石橋は全く平山のことを覚えていなかったという話が『とんねるずのみなさんのおかげでした』に出演した際に語られた。2017年12月に、前年に一般女性と結婚したことと、「新しい家族ができた」ことを公式サイトで発表した。
2010年に出演したドラマ『臨場（続章）』では、共演者の内野聖陽から演技、芝居に向かう姿勢、役作りなどを学んだ。
趣味は陶芸。ある時から周りに「陶芸をやりたい」と伝えていた所、2000年代にテレビ番組の陶芸の仕事が入り、後日都内の陶芸教室に通い始めた。2019年には映画『ハルカの陶』では、備前焼作家・若竹修役を演じた。

## 受賞歴
- ベストレザーニスト2017（2017年）[9]

## 出演

### テレビドラマ
- 高原へいらっしゃい（2003年7月 - 9月、TBS） - 中原友也 役
- 連続テレビ小説 天花（2004年3月 - 9月、NHK総合） - 鈴木竜之介 役
- 国盗り物語（2005年1月2日、テレビ東京） - 明智弥平次 役
- 不機嫌なジーン（2005年1月 - 3月、フジテレビ） - 若狭宗夫 役
- 菊次郎とさき 第2シリーズ（2005年7月 - 9月、テレビ朝日） - 北野大（青年期） 役
  - 菊次郎とさき 第3シリーズ（2007年7月 - 9月）
- 積木くずし真相 〜あの家族、その後の悲劇〜（2005年、フジテレビ） - 谷口透 役
- 天下騒乱〜徳川三代の陰謀（2006年1月2日、テレビ東京） - 渡部数馬 役
- トップキャスター 第1話（2006年4月17日、フジテレビ） - 西園寺真嗣 役
- 花嫁は厄年ッ!（2006年7月 - 9月、TBS） - 東海林潤 役
- 演歌の女王（2007年1月 - 3月、日本テレビ） - 矢沢 役
- 松本清張・最終章 わるいやつら（2007年1月 - 3月、朝日放送・テレビ朝日） - 葉山耕太 役
- 碌山の恋（2007年、TBS） - 主人公・荻原碌山 役
- 木曜時代劇「夏雲あがれ」（2007年6月 - 7月、NHK） - 吉原者銀次 役
- ゾウのはな子（2007年、フジテレビ） - 南則夫 役
- 大河ドラマ 篤姫（2008年、NHK） - 海江田信義 役
- 一瞬の風になれ（2008年2月、フジテレビ） - 河野 役
- ROOKIES（2008年4月 - 7月、TBS） - 島野右京 役
- コード・ブルー -ドクターヘリ緊急救命- 1st season 第7話・最終話（2008年8月14日・9月11日、フジテレビ） - 田沢悟史 役
  - コード・ブルー -ドクターヘリ緊急救命- 2nd season 第1話 - 第5話（2010年1 - 2月） - 田沢悟史 役
- 渋谷でチョウを追って〜動物行動学者・日高敏隆のまなざし〜（2008年9月23日、NHK BS-hi）
- Room Of King（2008年10月 - 11月、フジテレビ） - 細野春臣 役
- MR.BRAIN 第3話（2009年6月6日、TBS） - 荒木明夫 役
- ツレがうつになりまして。 最終話（2009年6月12日、NHK） - 出版社員 役
- ブザー・ビート〜崖っぷちのヒーロー〜 第4話（2009年8月3日、フジテレビ） - 柏崎正人 役
- JIN-仁-（2009年、TBS） - 千葉重太郎 役
- 交渉人〜THE NEGOTIATOR〜 第4話（2009年11月12日、テレビ朝日） - 矢島役
- 特上カバチ!! 第1話（2010年1月17日、TBS） - 庄野役
- 女刑事・音道貴子 凍える牙（2010年1月30日、テレビ朝日） - 反町刑事 役
- 臨場（続章） 第3話・第6話 - 第11話（2010年4月 - 6月、テレビ朝日） - 永嶋武文 役 ※第3話でのクレジットは「世田谷南署警察官」
- 離婚同居 第2話（2010年5月25日、NHK） - 下着メーカーの社員 役
- MM9-MONSTER MAGNITUDE-（2010年7月 - 9月、毎日放送） - 氷室真琴 役
- ジョーカー 許されざる捜査官（2010年7月 - 9月、フジテレビ） - 来栖淳之介 役
- パーフェクト・リポート（2010年10月 - 12月、フジテレビ） - 黒井彰 役
- 悪党〜重犯罪捜査班（2011年1月 - 3月、朝日放送・テレビ朝日） - 山下学 役
- 名前をなくした女神（2011年4月 - 6月、フジテレビ） - 本宮功治 役
- 全開ガール（2011年7月 - 9月、フジテレビ） - 新堂響一 役
- 南極大陸（2011年10月 - 12月、TBS） - 岸部 役
- 世にも奇妙な物語（フジテレビ）
  - '11 秋の特別編「ベビートークA錠」（2011年11月26日） - 安田直輝 役
  - '14 秋の特別編「ファナモ」（2014年10月18日） - 拓也 役
  - '17 春の特別編「カメレオン俳優」（2017年4月29日） - 八巻卓朗 役
- 背の眼（2012年3月、BS日テレ） - 道尾秀介 役
- 都市伝説の女（2012年4月 - 6月、テレビ朝日） - 柴山俊也 役
  - 都市伝説の女 Part2（2013年10月 - 11月）
- プラチナタウン（2012年8月 - 9月、WOWOW） - 熊沢健二 役
- 大奥〜誕生［有功・家光篇］（2012年10月 - 12月、TBS） - 稲葉正勝 役
- ピン女のメリークリスマス 〜恋したい、恋しようとしない、恋できない。〜 第1夜（2012年12月17日、日本テレビ） - 早見亮介 役
- 震える牛（2013年6月 - 7月、WOWOW） - 柏木信友 役
- 名もなき毒（2013年7月 - 9月、TBS） - 秋山省吾 役
- 特捜最前線2013〜7頭の警察犬〜（2013年9月29日、テレビ朝日） - 伊沢竜司 役
- S -最後の警官-（2014年1月 - 3月、TBS） - 速田仁 役
- ファースト・クラス（2014年4月 - 6月、フジテレビ） - 磯貝拓海 役
- SMOKING GUN〜決定的証拠〜 第7話 - 第9話（2014年5月 - 6月、フジテレビ） - 楠神多聞 役
- 株価暴落（2014年10月 - 11月、WOWOW） - 淡島平太 役
- ディア・シスター（2014年10月 - 12月、フジテレビ） - 萩原陽平 役
- 医師たちの恋愛事情（2015年4月 - 6月、フジテレビ） - 高橋宗太郎 役
- オトナ女子（2015年10月 - 12月、フジテレビ） - 池田優 役[10]
- ヒガンバナ〜警視庁捜査七課〜（2016年1月 - 3月、日本テレビ） - 北条光佑 役
- ゆとりですがなにか 第9話（2016年6月12日、日本テレビ） - 道上政伸　役
- 愛を乞うひと（2017年1月11日、読売テレビ・日本テレビ） - 山岡裕司 役
- 先に生まれただけの僕（2017年10月 - 12月 、日本テレビ） - 後藤田圭 役
- ブラックリベンジ（2017年10月 - 12月、読売テレビ・日本テレビ） - 天満龍二 役
- 隣の家族は青く見える（2018年1月 - 3月、フジテレビ） - 川村亮司 役
- ヘッドハンター（2018年4月 - 6月、テレビ東京） - 眞城昭 役
- 部長 風花凜子の恋（2018年7月5日・7月12日、読売テレビ・日本テレビ） - 高澤光太郎 役
- リーガルV〜元弁護士・小鳥遊翔子〜 第2話（2018年10月18日、テレビ朝日） - 城野優 役
- やすらぎの刻〜道（2019年 - 2020年、テレビ朝日） - 根来鉄兵 役
- 集団左遷!! 第1話（2019年4月21日、TBS） - 米山貢次 役
- わたし旦那をシェアしてた（2019年7月 - 9月、読売テレビ・日本テレビ） - 天谷恭平 役[11]
- これは経費で落ちません!（2019年7月 - 9月、NHK総合） - 田倉勇太郎 役
- 仮面ライダーセイバー（2020年9月6日 - 12月20日・2021年8月8日、テレビ朝日） - 先代炎の剣士・上條大地 / 仮面ライダーカリバー 役[12]
- おじさまと猫 第6話 - 最終話（2021年2月11日 - 3月25日、テレビ東京） - 日比野奏 役
- 寂しい丘で狩りをする（2022年4月23日 - 6月11日、テレビ東京） - 浅野龍平 役[注 3][13]
- 大病院占拠（2023年1月14日 - 3月18日、日本テレビ） - 丹波一樹 役[14][15]
  - 新空港占拠（2024年1月13日 - 3月16日、日本テレビ） - 虎 / 丹波一樹 役[16]
- ブラックポストマン（2023年8月18日 - 9月29日、テレビ東京） - 加納直樹 役[17]
- マイダイアリー 第6話（2024年12月1日、朝日放送テレビ・テレビ朝日系） - 恩村拓郎 役[18]
- 天久鷹央の推理カルテ（2025年4月22日 - 6月24日、テレビ朝日） - 桜井公康 役[19]

### 配信ドラマ
- パンドラの果実〜科学犯罪捜査ファイル〜 Season2（2022年6月25日 - 7月30日、Hulu） - 沢田克也 役[20]
- 君に届け（2023年3月30日、Netflix） - 黒沼喜多男 役[注 4][21]

### 映画
- 男たちの大和/YAMATO（2005年） - 玉木水兵長 役
- ウォーターズ（2006年） - 鉄平 役
- 出口のない海（2006年） - 剛原力 役
- 叫（2007年） - 刑事・桜井 役
- 東京の嘘（2007年）
- 東京タワー 〜オカンとボクと、時々、オトン〜 （2007年） - 磯山 役
- M（2007年）
- 能登の花ヨメ（2008年） - 上野健二 役
- ROOKIES -卒業-（2009年） - 島野右京 役
- それでも花は咲いていく「パンジー」（2011年） - 主演・藤吉幸二 役
- パラダイス・キス（2011年） - 如月星次 役
- 臨場・劇場版（2012年） - 永嶋武文 役
- BRAVE HEARTS 海猿（2012年） - 村松貴史 役
- 天心（2013年） - 菱田春草 役
- S -最後の警官- 奪還 RECOVERY OF OUR FUTURE（2015年） - 速田仁 役
- 本能寺ホテル（2017年） - 吉岡恭一 役
- 昼顔（2017年） - 杉崎尚人 役
- ゆらり（2017年） - 木下正樹 役
- ハルカの陶（2019年） - 若竹修 役
- シグナチャー～日本を世界の銘醸地に～（2021年）‐ 安蔵光弘 役
- 天間荘の三姉妹（2022年） - 早乙女勝造 役[22]
- 怪獣ヤロウ!（2025年） - 高羽忍 役[23]

### CM
- 大鵬薬品 チオビタドリンク - 菅野美穂と共演
- TOYOTA NOAH - 観月ありさと共演
- パナソニック ドコモスマートフォン ELUGA P P-03E
- 花王 ハミングファイン - 吉田羊と共演
- スズキ「スペーシア」（2017年12月 - ）、本上まなみ、大杉漣、大西利空、川原瑛都と共演。

### オリジナルビデオ
- ソードオブロゴスサーガ 前編（2021年5月12日） - 上條大地 役

### ゲーム
- 仮面ライダーバトル ガンバライジング（2020年、アーケード） - 仮面ライダーカリバー 役[24]
- 仮面ライダー シティウォーズ（2020年、iOS・Android） - 仮面ライダーカリバー 役[25]
- 仮面ライダーバトル ガンバレジェンズ（2023年、アーケード） - 仮面ライダーカリバー 役

### 協力会社
- セントラルジャパン

### 玩具
- 仮面ライダーセイバー DX究極大聖剣 闇黒剣月闇（2023年7月）